# Football League 2019-2020 (Grecia)
La Football League 2019-2020 è stata la 45ª edizione del terzo livello del campionato greco di calcio. Il torneo si è disputato anche stavolta con la formula del girone unico.
Questo campionato di terzo livello è stato il primo con questa denominazione, infatti, in seguito alla riforma dei campionati, da quest'anno slitta come denominazione per il terzo livello del calcio greco, mentre il secondo livello è stato chiamato Souper Ligka 2, in seguito alla ristrutturazione del campionato greco di calcio. Mentre la Gamma Ethniki che precedentemente era il terzo livello slitta a quarto livello.

## Squadre partecipanti
| Squadra                      | Città       |
| ---------------------------- | ----------- |
| Diagoras                     | Rodi        |
| Egaleo                       | Egaleo      |
| Enosi Panaspropyrgiakos/Doxa | Aspropyrgos |
| Ialiso Rodi                  | Ialiso      |
| Iōnikos                      | Nikea       |
| Kalamata                     | Calamata    |
| Kavala                       | Kavala      |
| Nikī Volo                    | Volos       |
| OF Ierapetra                 | Ierapetra   |
| Olympiakos Volos             | Volos       |
| PS Veria                     | Veria       |
| Thesprotos                   | Igoumenitsa |
| Triglia                      |             |
| Trikala                      | Trikala     |

### Classifica
|  | Pos. | Squadra                      | Pt | G  | V  | N | P  | GF | GS | DR  |
|  | ---- | ---------------------------- | -- | -- | -- | - | -- | -- | -- | --- |
|  | 1.   | Trikala                      | 46 | 23 | 13 | 7 | 3  | 28 | 14 | +14 |
|  | 2.   | Iōnikos                      | 40 | 23 | 11 | 7 | 5  | 26 | 13 | +13 |
|  | 3.   | Diagoras                     | 38 | 23 | 10 | 8 | 5  | 27 | 15 | +12 |
|  | 4.   | OF Ierapetra                 | 37 | 23 | 10 | 7 | 6  | 23 | 19 | +4  |
|  | 5.   | Nikī Volo                    | 37 | 23 | 10 | 7 | 6  | 23 | 19 | +7  |
|  | 6.   | Kavala                       | 36 | 23 | 9  | 9 | 5  | 23 | 12 | +11 |
|  | 7.   | PS Veria                     | 31 | 23 | 9  | 7 | 7  | 26 | 21 | +5  |
|  | 8.   | Olympiakos Volos             | 31 | 23 | 8  | 7 | 8  | 28 | 32 | -4  |
|  | 9.   | Egaleo                       | 27 | 23 | 7  | 6 | 10 | 14 | 22 | -8  |
|  | 10.  | Thesprotos                   | 24 | 23 | 7  | 3 | 13 | 26 | 33 | -7  |
|  | 11.  | Enosi Panaspropyrgiakos/Doxa | 24 | 23 | 5  | 9 | 9  | 23 | 32 | -9  |
|  | 12.  | Ialiso Rodi                  | 24 | 23 | 6  | 6 | 11 | 17 | 28 | -11 |
|  | 13.  | Kalamata                     | 21 | 23 | 6  | 3 | 14 | 19 | 27 | -8  |
|  | 14.  | Triglia                      | 18 | 23 | 4  | 6 | 13 | 16 | 35 | -19 |

Legenda:

      Ammesso in Souper Ligka 2 2020-2021